# Christer Hederström
Karl Christer Hederström, ursprungligen Hedberg, född den 1 mars 1941 i Skellefteå, är en svensk medierådgivare och debattör. Christer Hederström har arbetat med mediepolitik sedan slutet av 1960-talet och har skrivit flera böcker och tidningsartiklar samt medverkat i radio- och tv-program bland annat i USA.

## Biografi
Hederström är son till skogstjänstemannen Karl-Bertil Hedberg och författaren och fotografen Marianne Greenwood samt systerson till Bo Hederström och Torbjörn Hederström.

## Yrkesverksamhet
Hederström arbetade tidigare med media och kommunikationsfrågor inom handelssjöfarten. 1961-1971 anställd i svenska rederier som radiotelegrafist i worldwide trade. Från 1974 i statlig myndighet med ansvar för distribution av spelfilm och svenska tv-program samt nyhetsförmedling till ombordanställda och utlandssvenskar. Han har även varit ämnessakkunnig och medieutredare vid Utbildningsdepartementet och Kulturdepartementet liksom på Utbildningsradion. Hederström har drivit företaget Ideosphere och varit redaktör för nyhetsbrevet Public Access. Hederström startade den icke-kommersiella tv-kanalen Öppna Kanalen i Stockholm 1992. Han har länge varit engagerad i public service-frågor i Sverige och utomlands. Han ingick under Bengt Göranssons period som kulturminister i socialdemokraternas mediepolitiska arbetsgrupp. Under 80-talet drev Hederström tillsammans med Lasse Svanberg på Filminstitutet och TV4-grundaren Gunnar Bergvall nyhetsbrevet Medierådet.

## Ledamotskap
Hederström var 2006-2016 grundande styrelseledamot i den paneuropeiska organisationen Community Media Forum Europe (CMFE), som driver radio- och tv-frågor inom det civila samhället i Europa, tillika CMFE:s representant för de nordiska länderna. Hederström har även ingått i styrelsen för Public Servicerådet, Digital Radio Sweden och Radioakademin samt Stockholms Närradioförening.